# El epígrafe API
El epígrafe Api es un cortometraje producido en España con ayuda del ICAA en el año 2008. Ha sido proyectado en una veintena de festivales internacionales. Cuenta la historia de un hecho real ocurrido en Alemania, donde una mujer perdería el subsidio de desempleo en el caso de no aceptar un trabajo como prostituta. El suceso fue ampliamente cubierto por la prensa y dio lugar a un debate sobre si el estado debería regular el ejercicio de la prostitución a través de las oficinas de empleo. 